# Раменохар Лохија
Раменохар Лохија (енгл. Rammonohar Lohia; 3. март 1910 — 12. октобар 1967), индијски политичар. Вођа Конгресне и Народне социјалистичке странке која је по програму била на средини између Конгресне (Глидијеве) и Комунистичке партије. Често је прогањан од британских власти. Бавио се теоријским питањима.